# Eratoneura campora
Eratoneura campora är en insektsart som först beskrevs av Robinson 1924.  Eratoneura campora ingår i släktet Eratoneura och familjen dvärgstritar. Inga underarter finns listade i Catalogue of Life.